# 周之綱
周之綱（1559年—1641年），字振之，河南汝寧府光州商城縣人，民籍，明朝政治人物。

## 生平
万历十三年（1585年）乙酉科河南鄉試第五十八名舉人，三十二年（1604年）甲辰科會試第二百三十七名，三甲一百十二名进士，授济南府推官，调廣平府，清慎自持，执法无枉。四十五年考選，四十七年擢刑科给事中，六月为正使与副使中书舍人徐卿伯持节册封周府朱常淖为新昌王。四十八年丁憂。天啓二年（1622年）九月復補吏科給事中，三年五月升兵科右，巡视工程，八月升户科左，四年巡视十库。时熹宗即位，以侍卫东宫功，予诸寺监世荫。之綱恺切极谏，事以中寝。又劾魏忠贤、客氏之奸，天啓四年（1624年）甲子秋偕太史陈子壮典试浙江，将行，会副都御史杨涟疏列忠贤二十四罪，之纲复具疏佐之，疏上，整衣危坐，静听处分，不报。趋入浙，所拔士如翁鸿业，以提学死德州之难；凌义渠以大理卿殉甲甲之难，尤其卓卓者。复命，升刑科都，五年升太常寺少卿，杨涟已系狱，之綱复抗疏力救，忠贤遂摘试录中语多触犯，矫旨削职。崇祯改元，三年（1630年）起补太常寺少卿、提督四夷馆，四年升南京光禄寺卿，进兵部侍郎。崇祯十四年卒，年八十有三。

## 家族
曾祖周瑛。祖父周時玉。父周洛，冠带生员。母李氏，繼母章氏。具慶下。兄之屏、之幹、弟之纪。